# 佐佐美季
佐佐 美季（さっさ みき、1975年9月10日 - ）は日本のクリスタルデコラティブアーティスト（デコレーション作家）。グリアーシュデザインワークス代表。デコレーションショップ「gliaash」、デコレーションスクール「gliaash」主宰。イギリスPEARSON社の認定する世界で2人のクリスタルデコラティブアーティストアンバサダーの1人であり、SWAROVSKI社が認定するクリスタルデコレーション講座のエグゼクティブ講師も務める。愛知県岡崎市生まれ。
2020年1月に宮崎 美樹（みやざき みき）から佐佐 美季（さっさ みき）に改名。

## 経歴
- IT出身
- 2003年、洋服やファッション雑貨のリメイク方法の一つとしてデコレーションを始める
- 2007年、デコレーションブログを開始し、固定客を掴む
- 2008年、オンラインショップである「gliaash（グリアーシュ）」をオープン
- 2008年、某デコレーション協会の副理事に抜擢。2010年に退職
- 2010年、東京・中目黒にて実店舗をオープン
- 2011年、実店舗形式をやめ移転。同じく東京・中目黒にてスクール兼ウェブショップ用オフィスを構える
- 2012年、ヒューマンアカデミー株式会社で講師としての活動を始め、「クリスタルデコレーション講座」を開発
- 2012年、PEASON社の認定する世界で2人だけのクリスタルデコラティブアーティストアンバサダーとなる
- 2015年、フジテレビ主催のセミナーイベント「素敵なスマートライフ」でデコ講座を担当
- 2020年、宮崎美樹（みやざきみき）から佐佐美季（さっさみき）に改名

## 作品掲載

### テレビ
- 関西テレビ「関ジャニ∞のジャニ勉」
- WOWOW「5人のジュンコ」
- NHK「おはよう日本」
- 大阪ほんわかTV

### インターネット
- 日清カップヌードル Facebookページ企画
- STUDIO PHV
- 女性向けポータルサイト「Jewelart」
- アスキーPLUS
- Yahoo!ニュース
- 「Peachy」- 毎日をハッピーに生きる女性のためのニュースサイト –livedoor ニュース

### 雑誌・書籍
- ブティック社「Deco&Deco」
- フラッグスパブリッシング「月刊EXILE」
- ブティック社「ネイルUP！」
- 実業之日本社「Deco Venus」
- パッチワーク通信社「100円SHOP DECO」
- 集英社「PINKY」
- 宝島社「Sweet」
- 株式会社角川春樹事務所「BLENDA」

など

## 出演

### テレビ
- BSフジ「素敵なスマートライフ」

### インターネット
- プリウスプラグインハイブリッド
- EC業界動画メディア ECキャンパス

## コラボレーション・商品開発協力
- EVA CUSTOM（エヴァンゲリオン）
- 修斗（X-SHOOT）（格闘技）
- 「ルミエールセレクション（セレクト）
- PUERTA DEL SOL（アクセサリー）
- 六代目・歌川國政（浮世絵）
- 三菱レイヨンクリンスイ
- パレットプラザ（写真・スマートフォン）
- プラザハート（ウエディング）
- 圭春（書道家）

など

## 教材開発
自社運営スクールの他、
- PEARSON認定・クリスタルデコレーション講座（ヒューマンアカデミー）
- クリスタルデコレーショングラフィック講座（ヒューマンアカデミー）
- クリスタルデコレーション×HELLO KITTY （ヒューマンアカデミー）

## 関連リンク
- グリアーシュデザインワークス
- デコレーションスタジオgliaash（グリアーシュ）
- グリアーシュデコレーションスクール
- 佐佐美季オフィシャルブログ「裏gliaash」
- クリスタルデコレーション講座（ヒューマンアカデミー）
- Twitter
- Instagram
- Facebook